# 袁爱平
袁爱平（1964年12月—），男，汉族，湖南临湘人，中华人民共和国政治人物。现任湖南启元律师事务所首席合伙人，湖南省新联会监事长。第十三、十四届全国政协委员。